# أندرو ويليس (لاعب دوري الرغبي)
أندرو ويليس (بالإنجليزية: Andrew Willis)‏ هو لاعب دوري الرغبي أسترالي، ولد في 1973.